# M7 (Mashreq)
De M7 is een secundaire noord-zuidroute in het Internationaal wegennetwerk van de Arabische Mashreq, die de steden Abu Dhabi en Sohar met elkaar verbindt. De weg begint in Abu Dhabi en loopt daarna via Al Ain en Al Buraimi naar Sohar. Daarbij voert de weg door twee landen, namelijk de Verenigde Arabische Emiraten en Oman.

## Nationale wegnummers
De M7 loopt over de volgende nationale wegnummers, van west naar oost:
| Nummer                       | Tracé                                |
| Verenigde Arabische Emiraten | Verenigde Arabische Emiraten         |
| ---------------------------- | ------------------------------------ |
| E22                          | Abu Dhabi - Oman                     |
| Oman                         |                                      |
| O7                           | Verenigde Arabische Emiraten - Sohar |

M5 · 
M7 · 
M9 · 
M10 · 
M15 · 
M20 · 
M25 · 
M30 · 
M35 · 
M40 · 
M45 · 
M47 · 
M50 · 
M51 · 
M55 · 
M60 · 
M65 · 
M67 · 
M70 · 
M75 · 
M80 · 
M90 · 
M100